# E pensare che c'era il pensiero (1994)
E pensare che c'era il pensiero è un album del 1994 di Giorgio Gaber. Il disco è stato registrato dal vivo al teatro Vittorio Alfieri di Torino nel novembre 1994.

## Tracce
Disco 1
1. La sedia da spostare
2. Mi fa male il mondo (prima parte)
3. L'equilibrio
4. Giovani si fa per dire
5. Il miracolo
6. L'equazione
7. Il tempo quanto tempo
8. La realtà è un uccello
9. La masturbazione
10. La chiesa si rinnova
11. Io come persona

Disco 2
1. Canzone della non appartenenza
2. Sogno in due tempi
3. E pensare che c'era il pensiero
4. Falso contatto
5. Quando sarò capace di amare
6. Destra-Sinistra
7. Mi fa male il mondo (seconda parte)
8. Non so più

## Formazione
- Giorgio Gaber - voce
- Claudio De Mattei - basso
- Luca Ravagni - tastiera
- Gianni Martini - chitarra
- Luigi Campoccia - tastiera, pianoforte
- Enrico Spigno - batteria